# Svilengrad
Svilengrad (in bulgaro Свиленград?) è un comune bulgaro situato nel distretto di Haskovo di 26 147 abitanti (dati 2009). La sede comunale è nella località omonima.

## Geografia fisica
Svilengrad è situata nella Bulgaria meridionale, presso la triplice frontiera con la Grecia e la Turchia. È attraversata dal fiume Marica.

## Storia
Conosciuta in epoca ottomana come Mustafapaşa, fu conquistata dall'esercito bulgaro durante la prima guerra balcanica.

## Monumenti e luoghi d'interesse
- Ponte Vecchio, costruito nella prima metà del XVI secolo dal grande architetto ottomano Sinān.

## Geografia antropica
Il comune è formato dall'insieme delle seguenti località:
- Svilengrad (sede comunale)
- Černodăb
- Derviška mogila
- Dimitrovce
- Generalovo
- Kapitan Andreevo
- Kostur
- Levka
- Lisovo
- Matočina
- Mezek
- Mihalič
- Mladinovo
- Momkovo
- Mustrak
- Pašovo
- Păstrogor
- Ravna gora
- Rajkova mogila
- Siva reka
- Sladun
- Štit
- Studena
- Varnik

## Infrastrutture e trasporti

### Strade
Svilengrad è situata lungo l'asse stradale che da Istanbul, passando per Edirne, entra in Bulgaria giungendo sino a Sofia. Il principale asse di comunicazione è l'autostrada A4 Marica.
Nel territorio della municipalità sorgono due valichi di frontiera: quello turco-bulgaro di Kapıkule-Kapitan Andreevo, posto a sud-est della città e quello greco-bulgaro di Ormenio-Kapitan Petko Vojvoda, posto ad ovest.

### Ferrovie
Svilengrad dispone di una propria stazione ferroviaria, posta a 6 km ad ovest del centro abitato, lungo la linea ferroviaria Sofia-Istanbul. Da Svilengrad diparte anche una linea per la città greca di Alessandropoli.